# Dixième (musique)

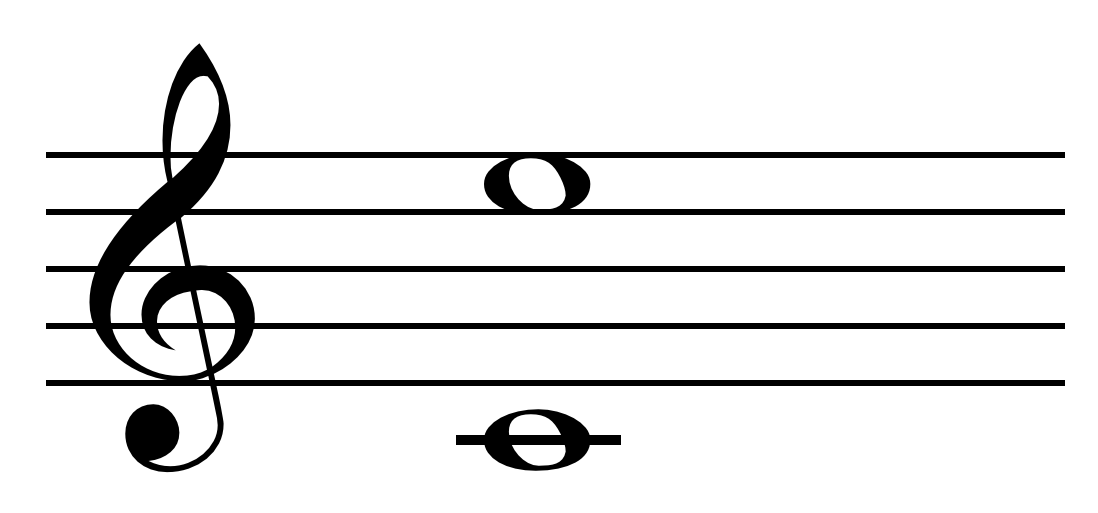
Dixième majeure Do-Mi.

En théorie musicale, une dixième (parfois abrégée « 10e ») est un intervalle constitué d'une tierce augmentée d'une octave. Il s'agit d'un intervalle redoublé. De même que la tierce, la dixième peut être majeure ou mineure ; altérée, elle peut devenir diminuée ou augmentée.

## Au piano
Au piano, les dixièmes demandent une grande souplesse des mains. Ces intervalles n'apparaissent qu'avec les études de Chopin.
Le piano stride fait un usage très fréquent des dixièmes à la main gauche. Bien souvent, cet intervalle sert à harmoniser une walking bass : on parle alors de « walking tenth ».